# 市川左團次 (2代目)

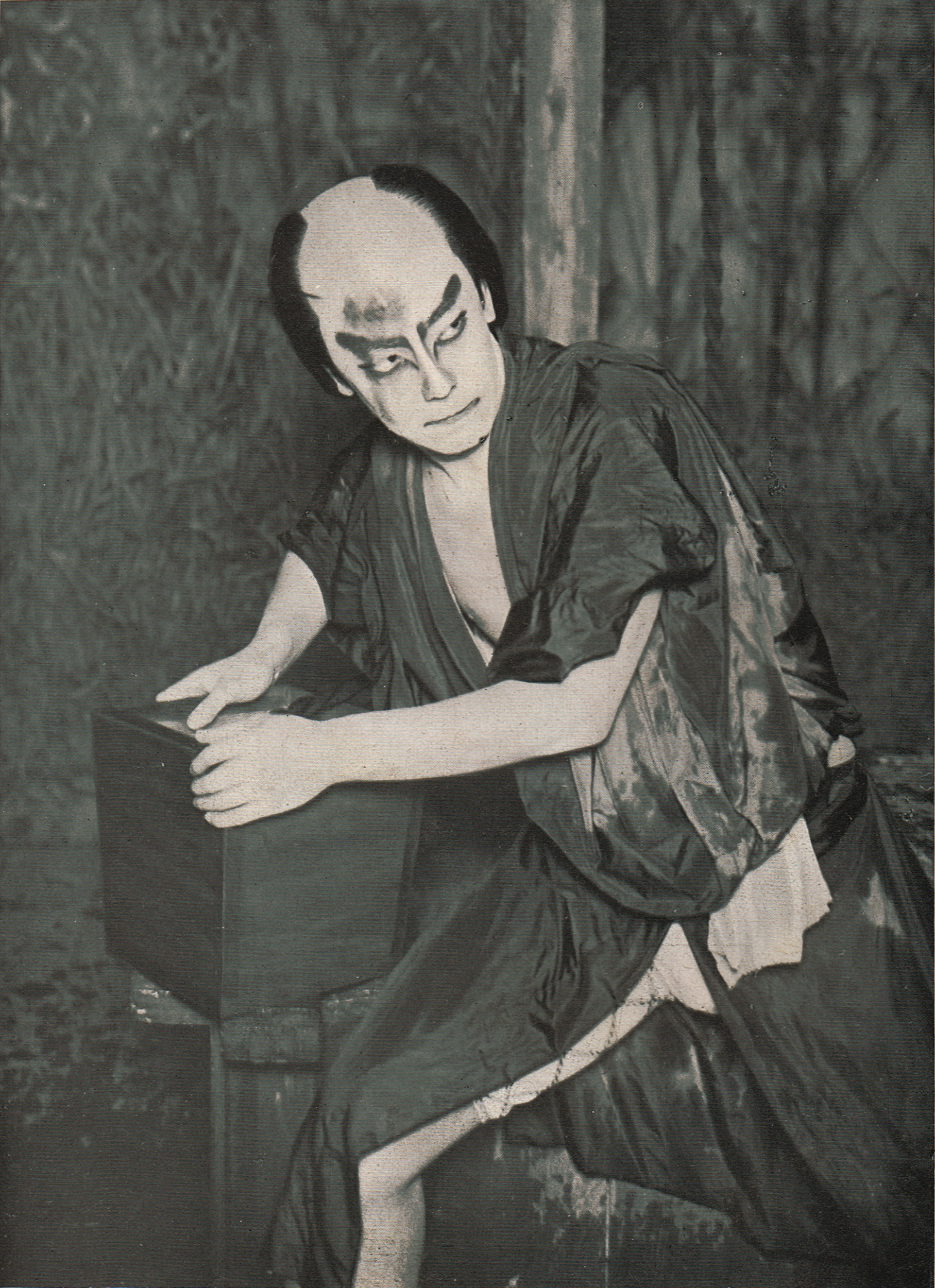
父初代左團次譲りの当たり役「慶安太平記」の丸橋忠弥

二代目 市川 左團次（にだいめ いちかわ さだんじ、1880年（明治13年）10月19日 - 1940年（昭和15年）2月23日）は、明治・大正・昭和に活躍し、歌舞伎の近代化に尽くした歌舞伎役者。屋号は高島屋、定紋は三升に左、替紋は松皮菱に鬼蔦だが、通常は替紋の方を用いることが多かった。俳名に杏花、松莚。本名は高橋 榮次郎（たかはし えいじろう）。東京府生まれ。

## 来歴
初代市川左團次の長男。1884年（明治17年）4月に初代市川ぼたんを名乗って初舞台。1895年（明治28年）7月に二代目市川小米を襲名、1898年（明治31年）4月に二代目市川莚升を襲名する。父はその4年後に死去したが、明治座の座元（所有者兼経営者）を受け継ぎ、1906年（明治39年）9月に二代目市川左團次を襲名。襲名披露の興行が大当たりで、収益を元に9か月の欧米視察に出た。
歌舞伎役者として活動する傍ら、作家の小山内薫とともに翻訳劇を中心に上演する自由劇場で演劇革新運動（えんげき かくしん うんどう）を行った（1909〜19年）。1912年（明治45年）には明治座を売却し、松竹専属になった。
1928年（昭和3年）には一座を率いてソ連を訪れモスクワとレニングラードで『仮名手本忠臣蔵』の公演を行ったが、これが史上初の歌舞伎の海外興行となった。
1940年（昭和15年）2月15日、風邪のため新橋演舞場の舞台を休演。自宅療養をしていたところ胆嚢炎を併発して京極木挽町の南病院へ入院。同年2月23日に死去した。墓所は大田区池上本門寺。
軽井沢のつるや旅館裏に1931年（昭和6年）に建てた別荘が、現在も同旅館の離れとして活用されている。

## 家族
妻は浅利鶴雄の叔母で元芸妓。浅利慶太は鶴雄の子。実子がなかったため、松竹会長の大谷竹次郎の仲介により、一代限りの約束で左團次の名跡は未亡人が見込んだ四代目市川男女蔵（六代目市川門之助の養子）によって襲名された。

## 自由劇場

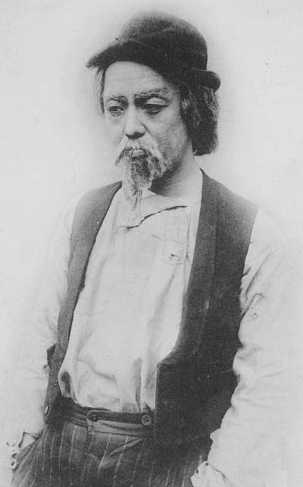
『サチン』のサチン
----
帝劇自由劇場夜の宿。

左團次は松居松葉とともに欧米視察に出かけ、日本国外の新しい演出法や興行法を見て、大きな刺激を受けた。歌舞伎界の革新を志して帰国後明治座を改良しようとするが、周囲の反対で失敗。その後、小山内薫と意気投合し、会員制の自由劇場を始めた。
自由劇場は1909年（明治42年）11月に有楽座で第1回公演を行った。演目はイプセンの『ジョン・ガブリエル・ボルクマン』（森鷗外訳）で、ボルクマンには左團次が扮し、他に左團次一座の若い歌舞伎役者が出演した。鷗外の『青年』に自由劇場初演の様子が描かれている。
以後、自由劇場は第9回まで行われ、前後して発足した坪内逍遥の文芸協会とともに、新劇運動のはしりとなった。自由劇場は当時の知識人に新鮮な感動を与えた。

## 歌舞伎
歌舞伎では、岡鬼太郎・川尻清潭・真山青果・永井荷風・岡本綺堂ら文化人と交流し幅広い活動を推し進めた。歌舞伎十八番の『毛抜』や『鳴神』、四代目鶴屋南北作の『謎帯一寸徳兵衛』や『絵本合法衢』など、長く上演されることのなかった演目の復活上演を行った。
その一方で新歌舞伎にも積極的に取り組み、岡本綺堂作の『修禅寺物語』や『番町皿屋敷』、岡鬼太郎作の『今様薩摩歌』などの演目を左團次家のお家芸として『杏花戯曲十種』にまとめた。さらに父・初代左團次の当たり役だった『樟紀流花見幕張』（慶安太平記）の丸橋忠弥、『大杯觴酒戦強者』（大盃）の馬場三郎兵衛、『籠釣瓶花街酔醒』（籠釣瓶）の佐野次郎左衛門などをはじめ、古典では『青砥稿花紅彩画』（白浪五人男）の南郷力丸、『三人吉三廓初買』（三人吉三）の和尚吉三、『仮名手本忠臣蔵』の大星由良之助、『勧進帳』の富樫左衛門などを自らの得意芸とした。
立派な体格と明快な口跡で舞台を圧倒し、そのあたかも登場人物になりきった演技は誰にも真似ができなかったという。六代目尾上菊五郎は左團次の芸を認め、自分は到底及ばないといって、同じ舞台には決して立とうとはしなかった。

## 文化交流

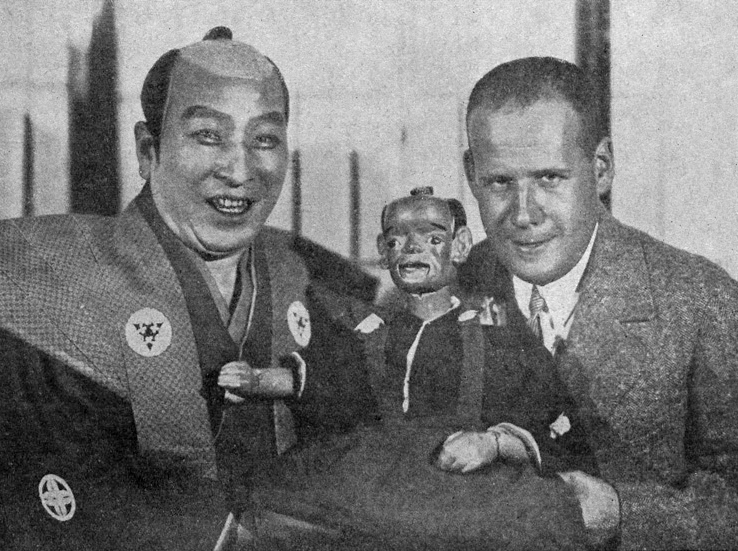
エイゼンシュテイン監督と
----
左團次は『仮名手本忠臣蔵』の大星由良之助の衣装のまま。中央は大序で使われる口上人形。モスクワ公演中、1928年。

1928年（昭和3年）7月、左團次はソ連政府からの招聘を受けて48人の大一座を率いて訪ソ、モスクワとレニングラードでそれぞれ12日間『仮名手本忠臣蔵』の公演を行った。歌舞伎が海外で興行するのはこれが初めてのことだった。
その際左團次は『戦艦ポチョムキン』の監督セルゲイ・エイゼンシュテインと知り合い、以後親交を深めるようになる。役者が舞台や花道で見得を切るのを初めて見たエイゼンシュテインは、楽屋に左團次を訪ねると「あのようにして観客の注目を一身に集める見得は、映画の技法におけるクロースアップと同じで、実に興味深い」という意味の有名な感想を残している。帰国後左團次はロシア文学をもとにした翻訳劇を次々に上演した。エイゼンシュテインもまた以後の監督作品に歌舞伎的な演出を取り入れた。特に晩年の傑作『イワン雷帝』(1944) では主人公のイワン4世がクロースアップで見得を切る場面など、全編にわたって歌舞伎的様式を垣間みることができる作品に仕立て上げられている。

## 関連書籍
- 近藤富枝『荷風と左團次　交情蜜のごとし』、河出書房新社、2009年 - 永井荷風との交流を詳細に記している